# Emilio Zamalloa Gamio
Emilio Zamalloa Gamio fue un político peruano. 
Fue elegido diputado por la provincia de  en 1945 con 1121 votos por el partido Frente Democrático Nacional que postuló también a José Luis Bustamante y Rivero a la presidencia de la república. Fue miembro del Partido Aprista Peruano hasta su renuncia a fines de los años 1940. Fue reelegido diputado por el departamento del Cusco en 1956 por el partido Alianza Democrática Cusqueña con 6582 votos preferenciales.